# Lodewijk Mulder
Lodewijk Mulder (født 9. april 1822 i Haag, død 14. maj 1907 sammesteds) var en nederlandsk forfatter.
Mulder uddannede sig først som militær og var 1851—1859 lærer ved det kongelige militærakademi. Efter 25 års tjeneste i hæren fik han afsked og var i nogle år inspektør ved den lavere undervisning i Utrecht. Hans litterære arbejder er dels af æstetisk art, dels og overvejende af historisk natur. Han har skrevet en bog om felttoget 1848 i Slesvig-Holsten (1856); men hans popularitet som historisk forfatter beror især på tvende rækker historiske fortællinger, hvoraf den ene har hentet sit stof fra Nederlandenes, den anden fra den almindelige historie: Handlingen tot de kennis der Vaderlandsche Geschiedenis (12. udgave 1880); Handlingen tot de kennis der Algemeenen Geschiedenis (8. udgave 1880). Af hans æstetiske skrifter kan nævnes: Jan Faessen, historisk roman i to bind, endvidere: De kiesvereeniging van Stellendijk (1880), et lystspil, og Een gevaarlijke vriendendienst, ligeledes lystspil (1890). Hans biografi er skrevet af Jan ten Brink.